# Matskan
Matskan är en sjö i Vilhelmina kommun i Lappland och ingår i Ångermanälvens huvudavrinningsområde. Sjön har en area på 1,27 kvadratkilometer och ligger 496 meter över havet. Matskan ligger i Marsfjället Natura 2000-område. Sjön avvattnas av vattendraget Matskanån.

## Delavrinningsområde
Matskan ingår i det delavrinningsområde (722468-150929) som SMHI kallar för Utloppet av Matskan. Medelhöjden är 500 meter över havet och ytan är 4,23 kvadratkilometer. Räknas de 22 avrinningsområdena uppströms in blir den ackumulerade arean 89,77 kvadratkilometer. Matskanån som avvattnar avrinningsområdet har biflödesordning 3, vilket innebär att vattnet flödar genom totalt 3 vattendrag innan det når havet efter 384 kilometer. Avrinningsområdet består mestadels av skog (50 procent) och sankmarker (20 procent). Avrinningsområdet har 1,26 kvadratkilometer vattenytor vilket ger det en sjöprocent på 29,8 procent.